# Баварське герцогство
Бавáрське герцóгство (нім. Herzogtum Bayern) — одне з п'яти німецьких племінних герцогств, що існували у середні віки на південному сході Німеччини на території сучасної землі Баварія.

## Історія

### Раннє герцогство при Агілольфінгах

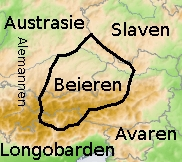
Баварія близько 600 р.

Вперше герцогство було створене ще в VI ст. Воно займало область між річками Лех та Енс, горами Фіхтель і Тридентинськими Альпами. Першим герцогом, ім'я якого згадується в джерелах, був Гарібальді I (пом. 590), походив з роду Агілольфінгів. Столицею герцогства при ньому було місто Регенсбург. З'єднавшись із лангобардами проти панування франків, він був розбитий останніми і примушений просити миру. Його спадкоємець, Тассілон I (пом. 612), відомий тим, що він вперше розпочав ворожі дії проти слов'ян і їх союзників, аварів. Його спадкоємці стали союзниками королів франків, поступово потрапляючи від них у залежність. При Гарібальді II (пом. у 650 р.) за сприяння франкського короля Дагоберта I були введені перші писані закони (так звана Баварська правда — лат. lex Bajuwariorum). Також при Тассілоні II в Баварії за сприяння франкських місіонерів почало поширюватися християнство, однак остаточно воно поширилося вже при герцогу Теодоні II (пом. у 716).
Герцог Одилон (пом. 748), зять франкського майордома Карла Мартелла, спробував скинути верховну владу франків і прийняв королівський титул, однак був позбавлений влади синами Карла, Карломаном та Піпіном Коротким. При його правлінні архієпископ Боніфацій розділив баварську церкву на 4 єпископства з центрами в Зальцбургу, Пассау, Регенсбургу і Фрайзінгу, а також заснував декілька монастирів.
Син Оділона, Тассілон III (741—796) для того, щоб отримати собі спадкові володіння, був змушений скласти на державному сеймі в Комп'єні присягу на вірність Піпіну Короткому. Пізніше він спробував вийти з підпорядкування франкам, об'єднавшись з лангобардським королем Дезидерієм та герцогом Аквітанським Вайфаром проти франків, однак цей заколот закінчився невдачею. Після повалення Дезидерія король Карл Великий повернувся проти його союзника і загрозою війни змусив його відновити присягу у Вормсі та видати заручників. Тассілон, однак, не підкорився і зав'язав стосунки з аварами, за що був викликаний 788 році на державний сейм в Інгельгеймі, засуджений за клятвопорушення на смертну кару і разом з усією родиною ув'язнений у монастир, де рід його і згас. Баварія ж була включена до складу франкської держави і розділена на кілька частин, для управління якими призначалися графи.

### Баварія під управлінням династії Луїтпольдінгів

Баварія в складі Священної Римської імперії в X столітті

В Каролінзькій імперії Баварія отримала статус королівства і за Верденським договором опинилася в складі Східно-Франкського королівства. Вона керувалася представниками німецької гілки Каролінгів. Поступово в Баварії посилилася родова знать, особливо рід Луїтпольдінгів. Особливо їх вплив посилився під час правління імператора Арнульфа Каринтійського, мати якого, Ліутсвінда, можливо походила з роду Луїтпольдінгів. В 893 Арнульф передав землі Каринтії і Верхньої Паннонії (сучасна Австрія і західна Угорщина) графу Луїтпольду. В 895 Луїтпольд отримав також території в долині Дунаю та Нордгау (сучасний Верхній Пфальц) з Регенсбургом. Так була сформована територіальна основа нового державного утворення у складі Східно-Франкського королівства — маркграфства Баварії. Як і правителі інших прикордонних марок імперії, Луїтпольд постійно воював з сусідніми племенами ( слов'янами та угорцями) і загинув в битві при Прессбурзі (нині Братислава) в 907. Більше того, значна частина баварських земель (Східна марка) була завойована угорцями.
При наступниках Луїтпольда — Арнульфі, Еберхарді та Бертольді — Баварія була перетворена в герцогство і стала одним з п'яти найбільших князівств імперії, так званих « племінних герцогств », що сформувалися на основі того чи іншого племені германців. Арнульф, відчуваючи брак коштів для організації оборони країни, став вдаватися до конфіскацій володінь і майна католицької церкви, за що отримав прізвисько «Злий». Арнульфу вдалося відновити Баварське герцогство і укласти перемир'я з угорцями: тепер у своїх набігах на Німеччину вони проходили Баварію, не зустрічаючи опору, але й не розоряти володіння герцога. Він став фактично незалежним від короля Німеччини правителем, що самостійно призначає графів та єпископів на підвладних йому землях і веде власну зовнішню політику: на відміну від німецьких королів, які постійно боролися з угорськими набігами, Арнульф уклав мир з угорцями, убезпечивши свої володіння на шкоду інтересам імперії.
Однак прихід до влади в Німеччині Саксонської династії (Людольфінгів) на чолі з сильними королями Генріхом Птахоловом та Оттоном Великим привів до ослаблення самостійності Баварії та поступового її підпорядкування центральній владі. В 921 війська короля Генріха I вторглися в Баварію і змусили Арнульфа підкоритися. Герцог визнав сюзеренітет короля над Баварією, за що отримав підтвердження своїх прав на князівство. Однак Арнульф зберіг достатню самостійність, крім того король був змушений залишити герцогу Баварії право розпоряджатися церквою в Баварії.
Після смерті Арнульфа в 937 році його старший син Еберхард, відмовився присягнути королю Оттона I на вірність. У відповідь Оттон восени 938 року вторгся у володіння Еберхарда. У двох військових кампаніях Оттон розгромив герцога і скинув його з престолу. Замість Еберхарда герцогом був зроблений його дядько Бертольд, який керував до цього в прикордонних баварських марках (Каринтанії).
На відміну від своїх попередників, Бертольд не отримав прав призначення єпископів і графів у своїх володіннях і виявився практично повністю підлеглим німецькому королю. Тим не менш, протягом усього правління Бертольда він залишався лояльним Оттону I. Бертольд очолив військові операції проти угорців, які вже півстоліття здійснювали грабіжницькі рейди до Німеччини. В 943 році баварська армія розгромила угорські війська біля Вельса і ненадовго забезпечила спокій східних кордонів герцогства.
Після смерті Бертольда в 947 році його син Генріх Молодший був відсторонений Оттоном I від спадкування. Баварія була передана братові німецького короля Генріху Саксонському. Передача Баварії представникам Саксонської династії спричинила за собою тривалий конфлікт між Луїтпольдінгами і Людольфінгами. Ймовірно, що втративши Баварію, Генріх Молодший все ж утримав частину своїх володінь в Каринтанії, що дозволило йому зберегти свої позиції в імперії.

### Баварія під управлінням Саксонської династії
Ставши правителем Баварії, Генріх I з успіхом відбивав вторгнення угорців і навіть приєднав до своїх володінь Фріульську марку. В 955 році відбулася знаменита битва на Леху, у якій німецькі війська вщент розгромили угорську армію, що усунуло угорську небезпеку для країни. Сам Генріх участі в Лехській битві не брав у зв'язку з хворобою. В 954 Генріх брав участь у придушенні заколоту Людольфа Швабського та Конрада Лотаринзького.
Генріху I успадкував в 955 році малолітній син Генріх II Сварливий, якому виповнилося лише чотири роки. Перший час від його імені Баварією правила мати Юдіт. Ставши повнолітнім, Генріх II розпочав боротьбу за імператорський престол, який в 973 році зайняв його двоюрідний брат Оттон II і на який свого часу претендував ще його батько, Генріх I. Позиції Генріха II значно зміцнило одруження на Гізеллі Бургундській, племінниці імператриці Адельгейди. У тому ж році союзник Генріха, герцог Швабії Бурхард III, одружений з сестрою Генріха, без згоди імператора призначив на місце померлого єпископа Аугсбурга Генріха, кузена своєї дружини. Після смерті Бурхарда в листопаді 973 року Генріх Баварський спробував приєднати до своїх володінь Швабію, але імператор Оттон встиг випередити Генріха, передавши герцогство своєму другу і двоюрідному брату Оттону, синові Людольфа Швабського. Незадоволений Генріх у відповідь організував заколот проти імператора, але в 974 заколот був розкритий, а Генріх поміщений під варту в Інгелгейм.
976 року Генріху вдалося втекти і повернутися до Баварії, де він підняв повстання. Імперські війська в 976 вторглися в герцогство і розбили Генріха II. Він був змушений втекти, а герцогство було передано герцогу Оттону Швабському. Більше того, повстання Генріха призвело до розділу території Баварського герцогства: в 976 році від нього були відокремлені Східна марка (майбутня Австрія) і герцогство Велика Каринтія, що включає території від Штирії до Верони (в тому числі і Веронську марку, до складу якої було включено також територія колишньої Фріульської марки). Маркграфом Східної марки став граф Ліутпольд Бабенберг, а герцогом Каринтії — Генріх Молодший, син колишнього баварського герцога Бертольда.
Втрата герцогства не зупинила Генріха II: в 977 році він став ініціатором так званої Війни трьох Генріхів — нового повстання баварської аристократії проти імператора, названої так по іменах Генріха II Баварського, Генріха Молодшого, герцога Каринтії, і єпископа Генріха Аугсбурзького. Проте повстання в 978 було придушене, у результаті чого Баварія остаточно опинилася підпорядкована центральній владі. Генріх був арештований і поміщений під нагляд єпископа Утрехтського, де пробув до смерті імператора Оттона II.
Після смерті в 982 році герцога Оттона Швабського, колишнього вірного соратника імператора, новим герцогом Баварії був призначений Генріх Молодший, позбавлений після участі в повстанні 978 року Каринтії. Але після смерті імператора Оттона II в 983 отримав свободу Генріх II Сварливий і відразу ж підняв заколот проти малолітнього імператора Оттона III. Хоча і цього разу йому не вдалося заволодіти німецьким престолом, але Генріх в обмін на клятву вірності в 985 отримав назад Баварію, а в 989 і Каринтію. Генріху Молодшому як компенсація була повернута Каринтія, хоча Веронську марку зберіг за собою Оттон Вормський. Після смерті Генріха Молодшого в 989 його володіння були передані Генріху II Норовливому, який знову об'єднав більшу частину батьківських володінь.
Після смерті Генріха II в 995 році в Баварії йому успадковував син Генріх IV Святий, однак Каринтію, імператор Оттон III передав Оттону Вормському, який володів нею до 985. Генріх IV Баварський став вірним союзником імператора Оттона III, після смерті якого в 1002 сам став імператором під ім'ям Генріх II.

### Баварія в XI столітті
Баварія 21 березня 1004 року була передана Генріхом братові своєї дружини, графу Генріху Люксембурзькому (під ім'ям Генріх V). Однак дісталося йому герцогство дуже сильно зменшене в розмірах. Каринтія остаточно відокремилася від Баварії, її герцогом імператор визнав в 1004 році Конрада I, третього сина померлого Оттона Вормського. Велика кількість монастирів і землі, з яких у 1007 році було утворено Бамберзьке єпископство, залишилися під управлінням короля, багато володінь опинилися під управлінням дружини Генріха, Кунігуди.
Однак незабаром відносини імператора з родичами дружини зіпсувалися. В результаті в травні 1009 Генріх V був зміщений з поста герцога, а Баварія опинилася під прямим управлінням імператора. Тільки в травні 1017 Генріх V знову отримав Баварію, якою керував до своєї смерті в 1026. Оскільки дітей у нього не було, то Баварія була приєднана до особистих володінь нового імператора, Конрада II, який в 1027 дарував титул герцога Баварії своєму десятирічному синові і спадкоємцю Генріху (під ім'ям Генріх VI). До 1061 (за винятком періоду 1049–1053 років) Баварія фактично перебувала під управлінням імператора і членів його сім'ї.
Агнеса де Пуатьє, регентша при малолітньому імператорі Генріху IV, легко роздавала ленні володіння німецьких князів, у результаті Баварію вона в 1061 році передала під управління графа Оттона Нордгеймського. Однак після того, як Генріх став повнолітнім, він з 1070 році приступив до повернення володінь, втрачених змалку. Оттон, володіння якого становили перешкоди для проведення імператорської політики, був звинувачений в плануванні замаху на короля і позбавлений Баварії, яка була передана Вельфу IV.

### Баварія під управлінням династії Вельфів
Вельф IV (Вельф I як герцог Баварії) (пом. 1101), який отримав під своє управління Баварію, походив із знатного роду Вельфів. Однак попри те, що він отримав володіння від імператора, коли той вступив у конфлікт з папою римським Григорієм VII, Вельф став на бік папи. В 1077 році Вельф підтримав вибори антикороля Рудольфа Рейнфельдського, за що був позбавлений Генріхом Баварії, яку утримав за собою.
Після смерті папи Григорія Вельф 1089 року одружив свого сімнадцятирічного сина Вельфа V з сорокатрирічною маркграфинею Матільдою Тосканською, яка очолювала папську партію. Однак в 1095 його син розлучився з Матільдою, а сам Вельф помирився з імператором і отримав назад Баварію. Після смерті Вельфа в 1101 в Баварії послідовно правили його сини, Вельф V (II) (пом. 1120) і Генріх IX Чорний (пом. 1126). Завдяки одруженню із спадкоємицею Магнуса Біллунга, герцога Саксонії Генріх IX придбав великі володіння в Саксонії, а також права на спадкування герцогства. Однак після смерті Магнуса імператор Генріх V в обхід законних спадкоємців призначив новим герцогом Саксонії графа Лотаря Супплінбургського. Після смерті імператора Генріха V Генріх IX Баварський спочатку підтримав як претендента на імператорський престол герцога Фрідріха II Швабського. Однак незабаром Лотар Супплінбургський домовився з Генріхом про одруження його спадкоємця, Генріха Гордого на єдиній дочці Лотаря. У результаті Лотар і був обраний новим імператором.
1126 року Генріх зрікся титулу на користь сина і пішов у монастир, де незабаром помер. Новий герцог, Генріх IX Гордий, став вірним прихильником імператора Лотаря в боротьбі з Гогенштауфенів, герцогом Фрідріхом II Швабським і його братом Конрадом, проголошеним в 1127 році своїми прихильниками німецьким королем. В 1136 імператор подарував Генріху титул маркграфа Тоскани, а в 1137, незадовго до смерті, передав йому під управління герцогство Саксонія.
У момент смерті Лотаря Генріх був одним з наймогутніших князів у Німеччині і головним претендентом на імператорський престол, проте у результаті був обраний не він, а колишній антикороль Конрад III Гогенштауфен, який в 1138 позбавив Генріха обох герцогств. Баварія була передана маркграфу Австрії Леопольду IV з дому Бабенбергів. Генріх почав війну за повернення своїх володінь, але в 1139 помер, залишивши малолітнього сина, Генріха Льва.
Новому герцогу, який об'єднав у своїх руках Баварію і колишню Баварську Східну марку, довелося вести боротьбу проти прихильників Вельфів, яких очолював брат покійного герцога, Вельф VI. В 1141 році Леопольд був розбитий і незабаром помер, його змінив молодший брат, Генріх XI Язомірготт. Йому вдалося придушити повстання прихильників Вельфів, але в 1156 новий імператор, Фрідріх I Барбаросса, передав Баварію Генріху Льву, який отримав в 1142 році ще й Саксонію. Як компенсацію Австрія була зведена в герцогство.
За рахунок походів на слов'ян Генріху Льву вдалося значно розширити свої володіння і набути значну владу, що викликало конфлікт з імператором Фрідріхом. Коли Генріх Лев відмовився від участі в поході імператора в Італію, Фрідріх в 1180 організував над ним судовий процес. У результаті Генріх Лев позбувся більшості своїх володінь, розданих прихильникам Фрідріха. Баварія в підсумку дісталася пфальцграфу Оттону V Віттельсбаху, що став під ім'ям Оттон I родоначальником нової герцогської династії.

### Баварія під управлінням династії Віттельсбахів

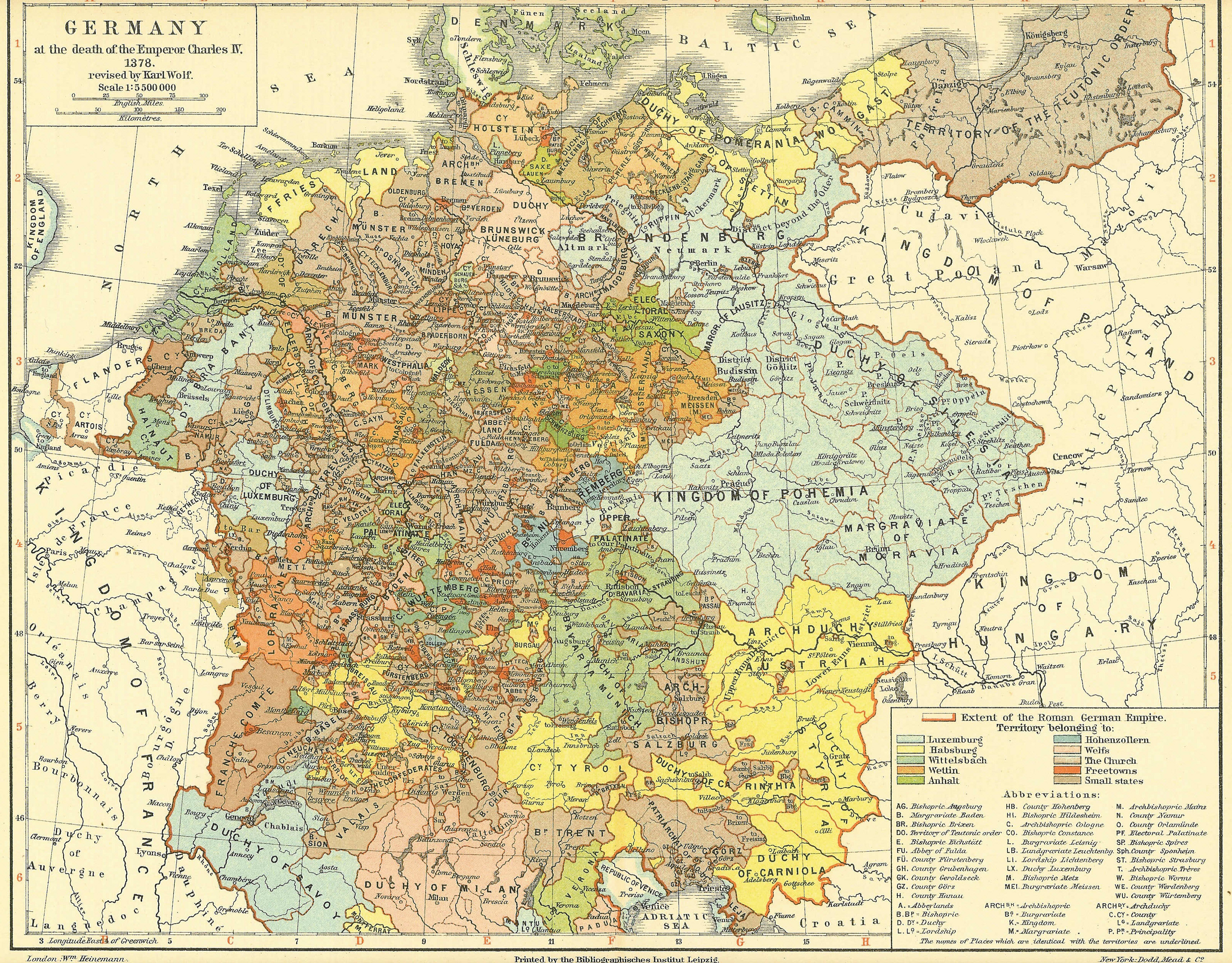
Баварія на мапі Священної Римської імперії. 1378 рік

Герцог Оттон I (пом. 1183), походження якого за однією з версії виводиться від Луїтпольдінгів, був найкращим лицарем імператора Фрідріха I. Герцогство, що дісталося Оттону, ще зменшилося, з нього остаточно була відділена Штирійська марка, що отримала статус герцогства. Проте його синові Людвігу I Кельгеймському (пом. 1231) вдалося значно розширити свої володіння. До всього іншого в 1214 у вигляді шлюбу Людвіг отримав від імператора Фрідріха II в лен Рейнський Пфальц.
Синові Людвіга I, Оттону II Ясновельможному (пом. 1253), колишньому вірному прихильнику імператора Фрідріха II, довелося зіткнутися з внутрішніми розбратами через світську владу єпископів, які прагнули до повної незалежності. До всього іншого за свою прихильність до імператора він був відлучений папою від церкви.
Після смерті Оттона II починається процес дроблення герцогства між різними лініями роду Віттельсбахів. Вже сини Оттона II, Людвіг II Суворий (пом. 1294) і Генріх XIII (пом. 1290), що правили 2 роки спільно, розділили в 1255 батьківські володіння. Людвіг II отримав Верхню Баварію зі столицею в Мюнхені і Рейнський Пфальц, а також титул курфюрста, а Генріх — Нижню Баварію з головним містом Ландсгутом. Крім того, обом братам дісталася спадщина страченого Карлом I Анжуйським Конрадина, останнього представника династії Гогенштауфенів. Після смерті Людвіга II від Баварії відокремився і Рейнський Пфальц, що дістався Рудольфу I з титулом курфюрста. Верхня Баварія дісталася іншому синові, Людвігу IV (1282—1347), обраному в 1314 році королем Німеччини, а в 1328 році коронований як імператор Священної Римської імперії.
Людвігу вдалося значно розширити володіння свого дому. В 1329 він уклав із синами свого брата роздільний договір в Павії, за яким останнім були надані Рейнський Пфальц та Верхній Пфальц. За договором обидві сторони позбавлялися права відчуження своїх володінь і наслідування в жіночій лінії, тоді як титул курфюрста мав належати обом лініям по черзі. Однак остання постанова була скасована Золотою буллою (1356), що надала значимість курфюрства Пфальцькому дому. Після згасання нижньобаварської лінії Вітельсбахів в 1340 році Людвіг знову об'єднав Баварію. Через шлюб на Маргариті II д'Авен він придбав графства Голландія, Зеландія та Ено (Геннегау). Крім того він придбав Бранденбурзьке маркграфство, передане старшому синові Людвігу V, який за допомогою шлюбу отримав також Тірольське графство. Людвігу Баварія зобов'язана також багатьма поліпшеннями в порядку внутрішнього управління. Він дарував Мюнхену городове право, видав цивільне укладення для Верхньої Баварії і нові судочинні закони для Нижньої Баварії.
Людвіг залишив після себе шість синів і багату спадщину. Спочатку Баварія перебувала під спільним управлінням братів, але в 1349 році володіння почали дробитися. Спочатку Баварія знову була розділена на Верхню і Нижню. В 1353 Нижня Баварія була розділена на Лансгут-Баварське та Баварсько-Штраубінське герцогства. Після смерті в 1363 Мейнхарда, сина Людвіга V, Верхня Баварія була розділена між Лансгут-Баварським і Баварської-Штраубінським герцогствами. В 1392 з Лансгут-Баварського герцогства були виділені Баварсько-Інгольштадтське та Баварсько-Мюнхенське герцогства. Крім того, поступово були втрачені Тіроль, Бранденбург, Голландія, Зеландія і Ено.

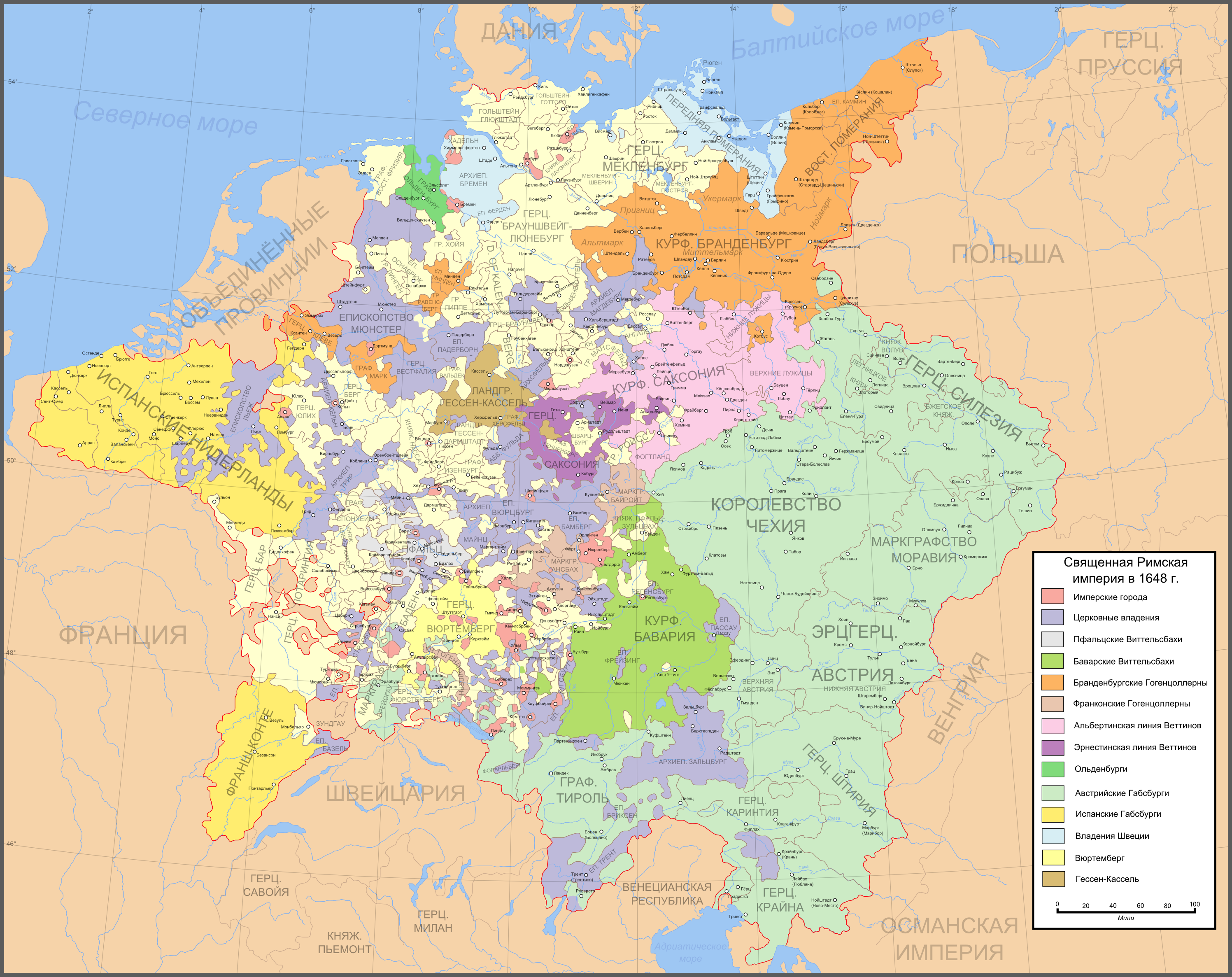
Священна Римська імперія після Вестфальського миру 1648 року

Після згасання різних ліній роду починався переділ володінь і суперечки, які часто переростали у військові конфлікти. В 1432 році  територія Баварсько-Штраубінського герцогства була розділена між Баварсько-Інгольштадтським, Лансгут-Баварським і Баварсько-Мюнхенським герцогствами. В 1447 Баварсько-Інгольштадтське герцогство приєднано до Лансгут-Баварського герцогства. В 1467 році з Баварсько-Мюнхенського герцогства було виділено Дахау-Баварське герцогство для герцога Сигізмунда, але після його смерті в 1501 році воно було знову приєднано до Баварської-Мюнхенського герцогства. А в 1503 році Лансгут-Баварське герцогство було приєднано до Баварсько-Мюнхенського герцогства.
До 1505 року Баварія виявилася об'єднана герцогом Альбрехтом IV Мудрим з Мюнхенської лінії. Усвідомлюючи всю шкоду існуючого досі дроблення на уділи, домігся від них визнання єдності і неподільності держави та порядку престолонаслідування по праву первородства. Згідно з цим, з трьох його синів, Вільгельма IV, Людвіга X і Ернста, йому повинен був успадковувати один тільки Вільгельм.
Але після смерті Альбрехта в 1508 році почалися нові чвари, що призвели до спільного правління Вільгельма (пом. 1550) і Людвіга (пом. 1545). Вони обидва вчинили реформації, що знайшла численних прихильників і в Баварії, найрішучішу протидію і в 1541 році закликав в країну єзуїтів. Після смерті Людвіга Баварія знову опинилася об'єднана в руках Вільгельма. Його син, Альбрехт V Великодушний теж був другом єзуїтів. З трьох його синів йому успадковував в 1579 році Вільгельм V Благочестивий, якого в 1597 році сейм змусив передати правління своєму старшому синові Максиміліану I і піти в монастир.
Максиміліан I, обдарований багатьма здібностями, був лідером ліги, що утворилася проти протестантської Унії. Під час Тридцятилітньої війни імператор Фердинанд II подарував йому в 1623 році Пфальцьке курфюрство і у вигляді застави на військові витрати передав йому Верхній Пфальц. Вестфальський мир зміцнив за Максиміліаном I титул курфюрста і володіння Верхнім Пфальцом, разом з тим засновано було восьме курфюрство для Пфальцької лінії і за нею затверджено право спадщини на Баварію в разі припинення потомства Вільгельма. Таким чином Баварське герцогство було перетворено в курфюрство.